# スノッリのエッダ

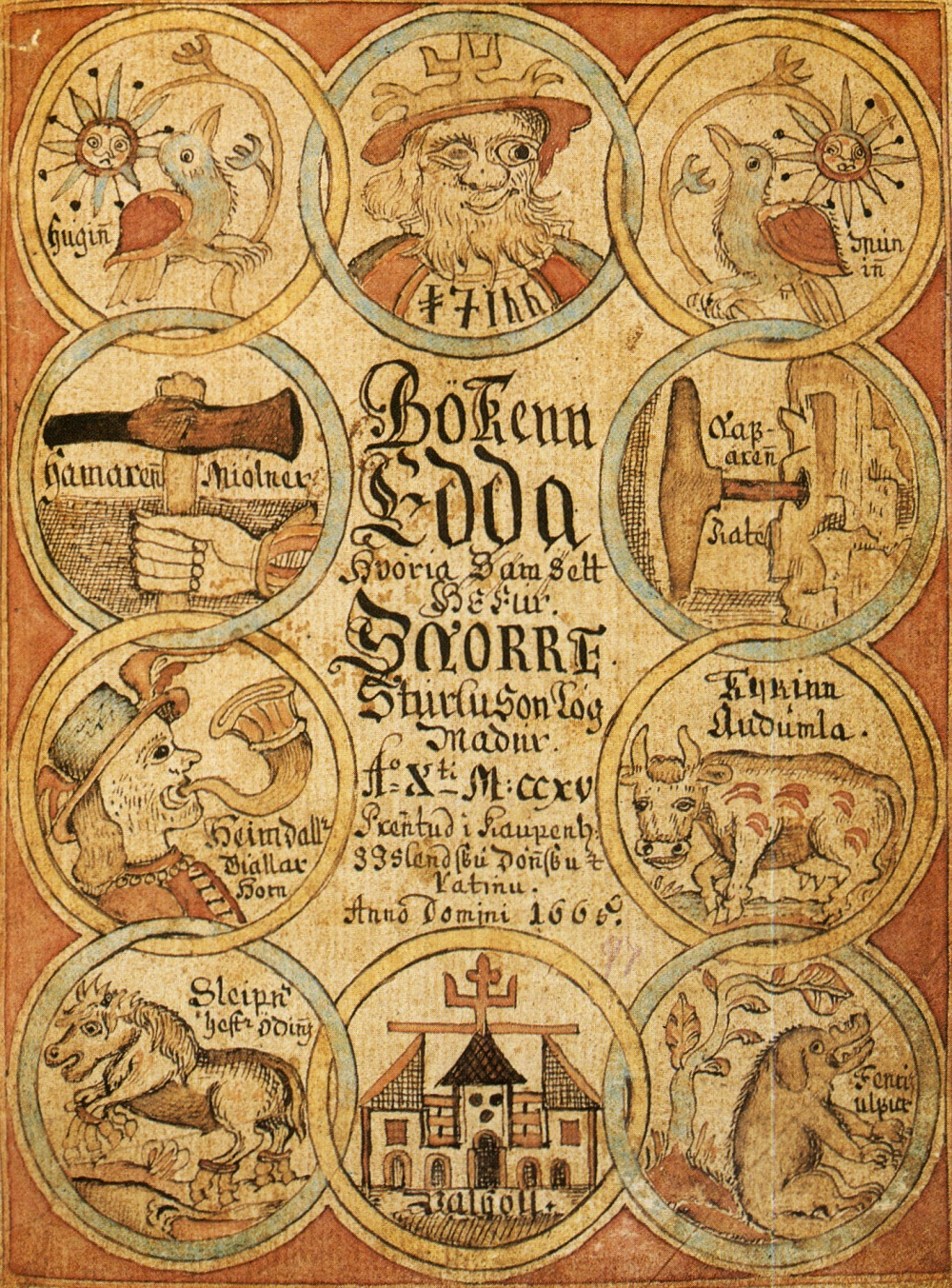
『エッダ』の表紙。18世紀アイスランドの写本『ÍB 299 4to』（アイスランド国立大学図書館所蔵）より。

スノッリのエッダ（古ノルド語: Snorra Edda、略記号: SnE）とは、1222年ごろにアイスランドの詩人スノッリ・ストゥルルソンが著した詩の教本である。
若手の詩人たちに北欧神話と詩の技法を教授する目的で書かれた。大変よくまとまっている上に、失われたエッダ詩（古エッダ）やスカルド詩も数多く含まれており、この本なくして北欧神話、ひいてはゲルマン神話を現代に復元することはほぼ不可能であると言ってよい。
元々は単なる「エッダ」という名前であったが、この作品に引用される歌謡の形式もエッダと呼ばれるようになったため、区別して「スノッリのエッダ」あるいは「新エッダ」「散文のエッダ」などと呼ばれるようになった。
『エッダ』という題名、および作者がスノッリ・ストゥルルソンであるという事実は、『エッダ』の写本の一つ『ウプサラ写本』の記述に基づいている。

## 内容
序文、および3部のそれぞれ完全に独立した作品からなる。
1. ギュルヴィたぶらかし (Gylfaginning)
2. 詩語法 (Skáldskaparmál) - 『詩人の言葉』とも。
3. 韻律一覧（英語版） (Háttatal)

各部は異なる年に書かれており、最初に書かれた第三部は、1222年ないし3年、第一部、第二部は早くても1225年である。

### 序文
序文ではスノッリの神話観が語られているが、随所にキリスト教の影響が見られ、またオーディンをトローヤ出身の人間の王とするなど、エウヘメロス的解釈が垣間見られる。ただし、この序文がスノッリの手によるものか、疑問視する声もある。

### ギュルヴィたぶらかし
魔術王ギュルヴィが変装してアースガルズに赴き、そこでオーディン神らから古代の伝承や予言を語られる、という筋立て。古エッダや民間伝承に基き、世界創世や人間の創造、神々の一覧、未来に起こるであろう最終戦争ラグナロクなどのことがまとめられている。

### 詩語法
詩の神ブラギがエーギル神に詩の技法の説明をするという筋立て。完全に若手のスカルド（詩人）のための作品で、昔のスカルド詩の引用や、ケニングという技巧の説明などに終始する。だが、途中で神代の興味深い挿話が何篇か紹介されており、神話の資料としても欠かせない。

### 韻律一覧
著者スノッリがさまざまな詩形を織り込んで作った詩で、いわば詩の手本とも言うべきものである。ノルウェー滞在時の厚遇に対し、スノッリがノルウェー王ホーコン4世とスクーリ公の偉業を讃えて贈ったものであるが、全102聯（れん）の各聯全てが別の韻律と詩形を用いられており、著者スノッリが教育者としてだけではなく、詩人としても天才的であることが示されている。

## 写本

『スノッリのエッダ』の写本の系統樹

『スノッリのエッダ』には主に以下の4種の写本が存在する。
1. ウップサーラ写本（スウェーデン語版）（Codex Upsaliensis、写本番号: DG 11、略記号: U.) - 4つの内最も古い写本で、1300年頃に成立。ウプサラ大学図書館所蔵[7]。
2. （スノッリのエッダの）王の写本（Codex Regius、写本番号: GkS 2367 4to、略記号: R.） - 最も保存状態の良い写本で、おそらく1325年頃に成立しただろうと考えられている。アールニ・マグヌスソン研究所（英語版）所蔵[8]。
3. ヴォルム写本（Codex Wormianus、写本番号: AM 242 fol、略記号: W.） - 1350年頃に成立。コペンハーゲンの図書館にて保管[9]。
4. ユトレヒト写本（スペイン語版）（Codex Trajectinus、写本番号: Traj 1374x または Utrecht 1374、略記号: T.） - 1600年頃の紙写本。元は13世紀ごろの皮写本ではないかと考えられている。ユトレヒトの大学図書館にて保管[10]。

また以下の断片的な写本が参照されることがある。
1. AM 748 I b 4to (略記号: A.)[12]
2. AM 757 a 4to (略記号: B.)[13]
3. AM 748 II 4to (略記号: C.)[14]

## 日本語訳
- 谷口幸男訳『エッダ 古代北欧歌謡集』新潮社、1973年　ISBN 4103137010
  - スノッリのエッダは第一部「ギュルヴィたぶらかし」のみ。
- 谷口幸男訳「スノリ『エッダ』「詩語法」訳注」、『広島大学文学部紀要 特輯号』第43巻3号（1983年12月）
  - 第二部「詩語法」の全文訳注。
- ステブリン・カーメンスキイ著、菅原邦城、坂内徳明訳『神話学入門』東海大学出版会 ISBN 4486005848
  - 巻末に第二部「詩語法」の抜粋訳。
- 谷口幸男訳注「スノッリ・ストゥルルソン『エッダ』「序文」と「ハッタタル（韻律一覧）」」（一）～（三）、『大阪学院大学国際学論集』13(1) (2002年7月）pp. 203-30; 13(2)(2002年12月）pp. 125-54;14(1)(2003年6月) pp. 99-130.
  - 「序文」および第三部「韻律一覧」の全文訳注。

## 校訂版・日本語以外の翻訳

### 校訂版
- Egilsson, Sveinbjörn, ed. (1848), Edda Snorra Sturlusonar: eða Gylfaginníng, Skáldskaparmál og Háttatal, Prentuð i prentsmiðjulandsins, af prentara H. Helgasyni
- Jónsson, Guðni, ed. (1935) (アイスランド語), Edda Snorra Sturlusonar: með skáldatali, Reykjavík: S. Kristjánsson
- Faulkes, Anthony, ed., Edda, Norse text and English notes.
  - Snorri Sturluson (2005), Prologue and Gylfaginning (2nd ed.), ISBN 978-0-903521-64-2
  - Snorri Sturluson (1998), Skáldskaparmál 1: Introduction, text and notes, Viking Society for Northern Research, ISBN 978-0-903521-36-9
  - Snorri Sturluson (1998), Skáldskaparmál 2: Glossary and index of names, Viking Society for Northern Research, ISBN 978-0-903521-38-3
  - Snorri Sturluson (2007), Háttatal (2nd ed.), ISBN 978-0-903521-68-0

### 英語訳
- The Prose or Younger Edda commonly ascribed to Snorri Sturluson. Norstedt and Sons. (1842)
- The Younger Edda: Also Called Snorre's Edda, or the Prose Edda. Chicago: Griggs. (1880) (Project Gutenberg e-text, 1901 ed.; Wikisource edition.)
- The Elder Eddas of Saemund Sigfusson; and the Younger Eddas of Snorre Sturleson. (1906) Compilation of two translations made earlier; Blackwell's translation of the Prose Edda is from 1847.
- (英語) The Prose Edda, The American-Scandinavian Foundation, (1916), ウィキソースより閲覧。
- The Prose Edda of Snorri Sturluson; Tales from Norse Mythology. Bowes & Bowes. (1954)
- Edda. Everyman. (1995). ISBN 0-460-87616-3
- The Prose Edda. Penguin Classics. (2006). ISBN 978-0-141-91274-5
- Pálsson, Heimir, ed (2012). Snorri Sturluson: The Uppsala Edda, DG 11 4to. London: The Viking Society for Northern Research. ISBN 978-0-903521-85-7 A version based strictly on the Codex Upsaliensis (DG 11) document; includes both Old Norse and English translation.

### 日本語・英語以外の翻訳
- (スウェーデン語) Snorre Sturlesons Edda samt Skalda [Snorre Sturleson's Edda and Skalda]. (1819)
- (ラテン語) Edda Snorra Sturlusonar - Edda Snorronis Sturlaei  3 volumes: Vol. 1: Formali, Gylfaginning, Bragaraedur, Skaldskarparmal et Hattatal (1848), Vol. 2: Tractatus Philologicos et Additamenta ex Codicibus Manuscripts (1852), Vol. 3: Praefationem, Commmentarios in Carmina, Skaldatal cum Commentario, Indicem Generalem (1880–1887)
- (ドイツ語) Die prosaische Edda im Auszuge nebst Vǫlsunga-saga und Nornagests-þáttr [The Prose Edda in excerpt along with Völsunga saga and Norna-Gests þáttr]. Bibliothek der ältesten deutschen Literatur-Denkmäler. XI. Band
  -  Teil I: Text, Paderborn F. Schöningh, (1912)
  -  Teil II: Glossar, Paderborn F. Schöningh, (1913)
- (アイスランド語) Snorre Sturlusons Edda: Uppsala-Handskriften DH II. (1977). OCLC 2915588 , 2 volumes : 1 facsimile; 2 translation and notes
- (スウェーデン語) Snorre Sturlusons Edda: Uppsala-Handskriften DH II. (1977). OCLC 774703003 , 2 volumes : 1 facsimile; 2 translation and notes
- (スペイン語) Edda Menor [Younger Edda]. Alianza Editorial. (1984). ISBN 978-84-206-3142-4
- (フランス語) L'Edda: Récits de mythologie nordique [The Edda : Stories of Norse Myth]. Gallimard. (1991). ISBN 2-07-072114-0